# Through the Looking Glass
Through the Looking Glass je enajsti studijski album (skupno 12. glej Toto XIV) ameriške rock skupine Toto. Album je izšel leta 2002, tri leta po zadnjem studijskem albumu Mindfields. Through the Looking Glass vsebuje predelave skladb izvajalcev, kot so: Bob Marley, Stevie Wonder, Bob Dylan, The Beatles, Cream, Elton John, ...

## Seznam skladb
| Št.             | Naslov                                                      | Pisec                                | Dolžina |
| --------------- | ----------------------------------------------------------- | ------------------------------------ | ------- |
| 1.              | „Could You Be Loved‟                                        | Bob Marley                           | 3:47    |
| 2.              | „Bodhisattva‟                                               | Walter Becker, Donald Fagen          | 4:51    |
| 3.              | „While My Guitar Gently Weeps‟                              | George Harrison                      | 5:15    |
| 4.              | „I Can't Get Next to You‟                                   | Norman Whitfield, Barrett Strong     | 4:04    |
| 5.              | „Living for the City‟                                       | Stevie Wonder                        | 5:49    |
| 6.              | „Maiden Voyage/Butterfly‟                                   | Herbie Hancock                       | 7:33    |
| 7.              | „Burn Down the Mission‟                                     | Elton John, Bernie Taupin            | 6:28    |
| 8.              | „Sunshine of Your Love‟                                     | Jack Bruce, Pete Brown, Eric Clapton | 5:13    |
| 9.              | „House of the Rising Sun‟                                   | traditional                          | 4:40    |
| 10.             | „Watching the Detectives‟                                   | Elvis Costello                       | 4:04    |
| 11.             | „It Takes a Lot to Laugh, It Takes a Train to Cry‟ (v živo) | Bob Dylan                            | 3:52    |
| Skupna dolžina: | Skupna dolžina:                                             | Skupna dolžina:                      | 55:36   |

## Singli
- »Could You Be Loved« / »House of the Rising Sun«

## Zasedba

### Toto
- Bobby Kimball – solo vokal, spremljevalni vokal
- Steve Lukather – kitare, solo vokal, spremljevalni vokal
- David Paich – klaviature, solo vokal, spremljevalni vokal
- Mike Porcaro – bas kitara
- Simon Phillips – bobni, tolkala